# مستقبل أدينوزين A3
مستقبل الأدينوسين A3 (بالإنجليزية: Adenosine Reseptor A3)‏ وباختصار (ADORA3) وهو مستقبل ينتمي إلى عائلة مستقبلات الأدينوزين والتي تعرف  بمستقبلات P1 - والتي يتم تنشيطها بواسطة الأدينوزين خارج الخلية ، وتلعب أدوارًا مركزية في مجموعة واسعة من العمليات الفسيولوجية - وهي مكونة من أربعة أنواع فرعية من مستقبلات (A1، A2A، A3، A2B) ، وهي مستقبلات مقترنة ببروتين ج. يشفر هذا الجين البروتين الذي ينتمي إلى عائلة مستقبلات الأدينوزين .

## الوظائف
من المعروف أن جميع مستقبلات الأدينوزين (ARs) عبارة عن مستقبلات مقترنة بالبروتين ج، وترتبط بتطور المرض في الجهاز العصبي المركزى ، وخاصةمستقبلات الأدينوزين A1. تسبب مناهضات الأدينوزين معظم آثاره البيولوجية من خلال استعداء جميع أنواع مستقبلات الأدينوزين (A1 و A2A و A3 و A2B) ، كما يفعل الأدينوزين ، فإنه يؤثر على الخلايا العصبية والخلايا الدبقية في جميع مناطق الدماغ. تؤثر مناهضات الأدينوزين - من خلال معاداة مستقبلات الأدينوزين - على وظائف المخ : النوم ، والإدراك ، والتعلم ، والذاكرة ، ويعدل الاختلالات والأمراض الدماغية : الصداع النصفي، مرض آلزهايمر ، الصرع، وحتى مرض باركنسون ، داء هنتنغتون ، وأيضاً ترتبط بالاكتئاب ، الفصام . استهداف الأساليب التي تنطوي على مستقبلات الأدينوزين سيعزز من إمكانيات تصحيح اختلالات الدماغ.

## الجين
تم العثور على متغيرات نسخ متعددة ترميز الأشكال الإسوية المختلفة لهذا الجين.

## الآثار العلاجية
ناهض مستقبلات A3 للأدينوزين (CF-101) قيد التجارب السريرية لعلاج التهاب المفاصل الروماتويدي.

## استتباب العظام
تلعب دور مستقبلات الأدينوزين A3 دوراً في مجال استتباب العظام، ولكن أقل تحديدًا من مستقبلات الأدينوزين A1, A2A . أظهرت الدراسات أنه يلعب دورًا في تقليل تنظيم الخلايا الآكلة للعظم. أما عن وظيفتها فيما يتعلق بانيات العظم لا تزال غير مفهومة.

## ربائطانتقائية
يتوفر عدد من الربائط لمستقبلات A3 الانتقائية.

### ناهضات / مغيرات خيفيّة موجبة
- 2-(1-هيكسينيل)-N-ميثيل أدينوزين
- CF-101 (IB-MECA)
- CF-102
- 2-Cl-IB-MECA
- CP-532,903
- إينوزين
- أل يو أف-600
- أم آر إس-3558
- إيه إس تي-005

### الماهضات / مغيرات خيفية سلبية
- KF-26777
- MRS-545
- MRS-1191
- MRS-1220
- MRS-1334
- MRS-1523
- MRS-3777
- MRE-3005-F20
- MRE-3008-F20
- PSB-11
- OT-7999
- VUF-5574
- SSR161421[16]

### ناهضات عكسية
بّي إس بي-10

### مناهضات
- في إي آر-7835
- إم آر إس-1292

## روابط خارجية
- Adenosine+A3+Receptor في المكتبة الوطنية الأمريكية للطب نظام فهرسة المواضيع الطبية (MeSH).

- تفاصيل أكثر عن ADORA3 على موقع متصفح جينوم جامعة كاليفورنيا سانتا كروز [الإنجليزية].